# Système de gestion de vol
Pour les articles homonymes, voir FMS.

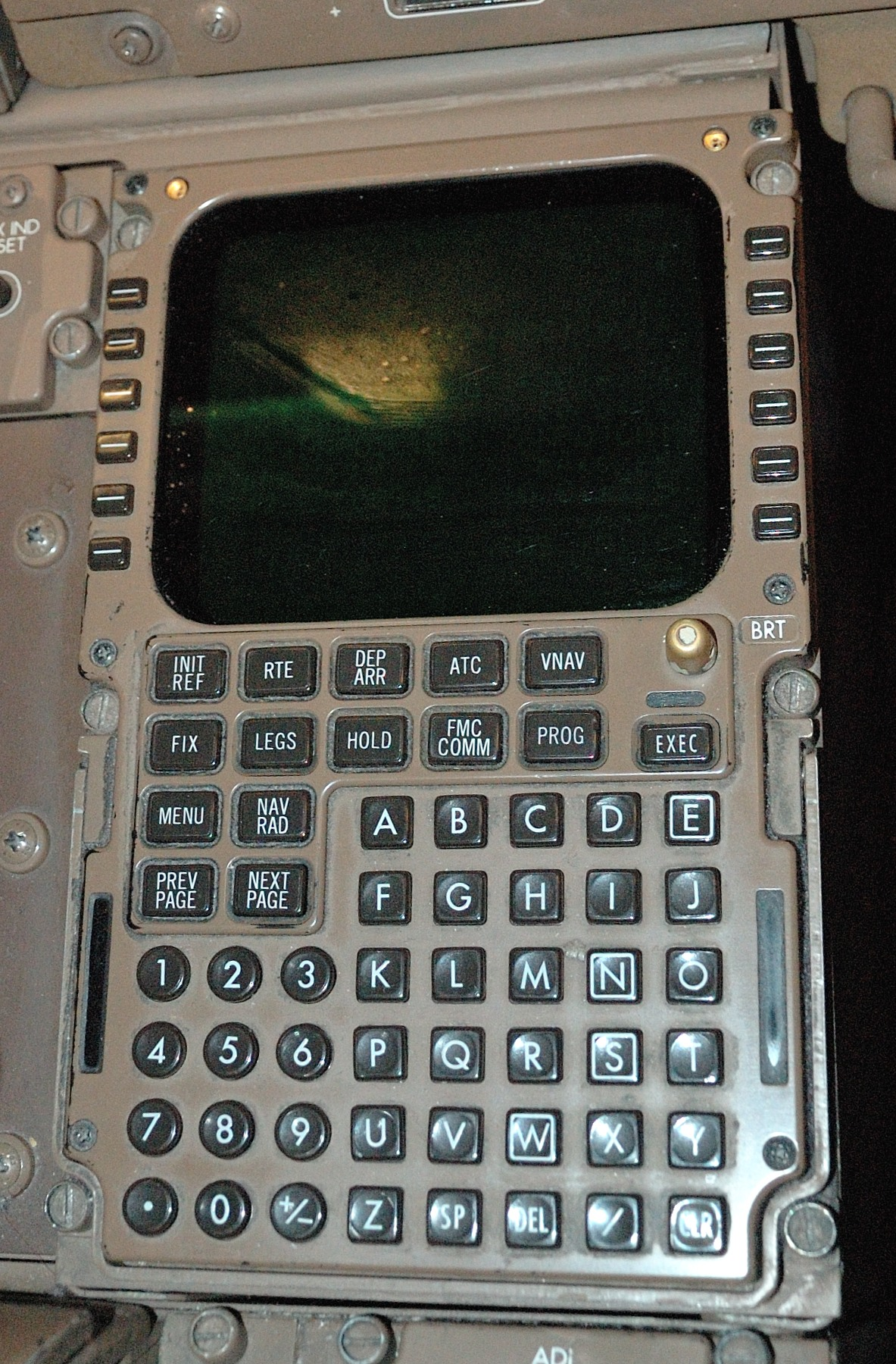
FMS de marque Honeywell dans un Boeing 767-300

Le système de gestion de vol ou FMS (pour Flight Management System) ou encore manager de vol est un logiciel embarqué en avionique.
Son but est d'assister le(s) pilote(s) pendant le vol en fournissant des renseignements sur le pilotage, la navigation, les estimées, la consommation de carburant, etc. Très cher dans un premier temps, les prix actuels permettent de les installer même dans un avion privé.

## Fonctionnalités

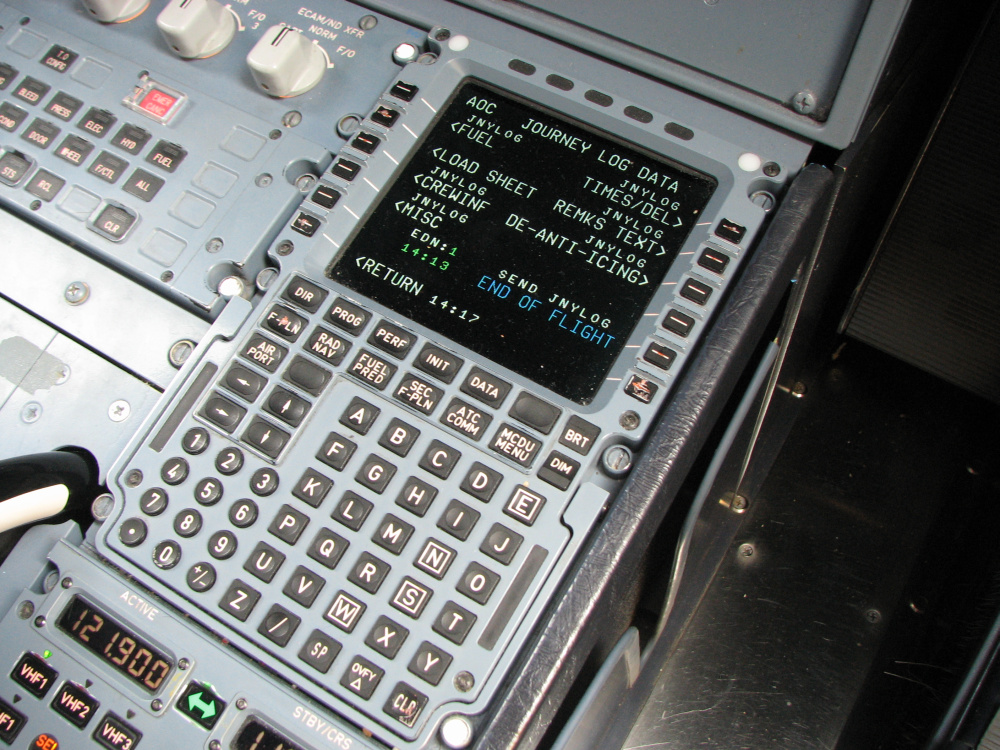
MCDU sur A320-200 dans l'emplacement prévu à cet effet; l'écran peut afficher les informations du FMS. Toutefois, un agrandissement de l'image ci-dessus, montre que l'écran affiche un menu «journey log» (JNYLOC)

Il existe différents systèmes de gestion de vol dont les capacités et les fonctionnalités peuvent fortement varier en fonction de l'appareil ciblé (hélicoptère, avion de ligne...), de son usage (civil, militaire...) et d'autres facteurs (époque de conception notamment).
Cependant les fonctionnalités suivantes comptent parmi les plus courantes. Leurs résultats sont généralement disponibles via une interface utilisateur (un ou plusieurs écrans, clavier, boutons, etc.).
Ces interfaces se composent d'en général de deux ou trois MCDU (Multifunctional Control and Display Unit), situés au niveau de la console centrale.
Sur les avions les plus récents, les MCDU sont remplacés par des KCCU (Keyboard Cursor Control Unit), qui permettent aux pilotes d'interagir avec le FMS d'une façon relativement comparable à un ordinateur de bureau, notamment par l'introduction de menus, et l'utilisation d'un curseur. 

### Base de données de navigation
La base de données de navigation ou NDB (pour Navigation DataBase) contient toutes les informations nécessaires à l'élaboration d'un plan de vol. Notamment :
- Voies aériennes ;
- Points de route (waypoints) ;
- Aéroports ;
- Pistes ;
- Procédures d'approche (Standard Arrival - STAR) et de départ (Standard Instrument Departure - SID) ;
- Données radio de navigation ;
- Autres.

Ces informations sont définies via le standard AIRAC. Cette base de données est mise à jour régulièrement (généralement 28 jours en aviation civile), le plus souvent au sol avant le vol. Certains FMS autorisent également le pilote à charger sa propre NDB, en supplément de la NDB officielle.
Les bases de données standards sont générées par des organismes appelés « Data Source Providers » (par exemple Jeppesen, LIDO, NavTech...) qui recensent les différents procédures, et fournissent des bases de données brutes aux systémiers, afin de les intégrer dans leurs FMS.

### Plan de vol
Le pilote dispose d'une interface lui permettant avant le départ d'entrer son plan de vol. Il s'agit d'une sorte de « contrat » passé au préalable avec les autorités du contrôle aérien qui décrit la façon dont le vol va se dérouler. 
Par exemple, départ de Toulouse Blagnac, piste 14L, départ standard LACOU5A, puis passage par Agen, Limoges, et enfin atterrissage à Orly, approche ILS piste 26 après l'arrivée standard AGOP1S.
Le plan de vol est constitué d'une suite de points dont la structure est définie par des normes standards telles que l'ARINC 424. Ces points sont reliés par des "legs", qui définissent les différents "moyens" de voler entre deux points. Par exemple, voler au cap 316° jusqu'à arriver à 16nm d'une certaine balise DME.

### Trajectoire
À partir du plan de vol, le FMS peut calculer la trajectoire à suivre, qui sera affichée sur les écrans de visualisation et une estimation de l'ensemble des données susceptibles d'être utiles au pilote pendant le vol : heures de passage aux différents points du plan de vol, estimation de la quantité de fuel à bord, etc.
De nos jours les FMS permettent d'optimiser les trajectoires de vol afin d'en minimiser les coûts directs en ajustant le Cost Index,. Les CDA sont également en passe d'être intégrées dans certains FMS. 

### Guidage
Certains managers de vol incluent un système de guidage. Une fois une trajectoire calculée, le pilote peut choisir de suivre celle-ci manuellement ou de manière automatique. Dans les deux cas, le module de guidage lui fournira les informations nécessaires (vitesses, angles, altitude, vitesse à atteindre, etc.) voire prendra en charge certaines des actions à effectuer.
Cette fonctionnalité est proche du pilotage automatique.

### Localisation
En vol, l'une des charges principales d'un système de gestion de vol consiste en la détermination précise de la localisation de l'appareil. Pour ce faire, le système dispose généralement de plusieurs sources. Par exemple :
- VOR ;
- GPS ;
- DME ;
- IRS.

### Autre
Le FMS est en général couplé au pilote automatique qui a pour charge de piloter l'avion en fonction des ordres de guidage envoyés par le FMS.

### VNAV
Une fonctionnalité complémentaire est la fonctionnalité VNAV qui permet de programmer des points verticaux. Cette nouvelle fonctionnalité est à présent disponible dans les ATR 72-600.